# Беленков, Юрий Никитич
Ю́рий Ники́тич Беленко́в (род. 9 февраля 1948 года, Ленинград) — советский и российский кардиолог, директор Кардиологического института НМИЦ кардиологии (1991—2006), руководитель Федерального агентства по здравоохранению и социальному развитию (2006—2008), заведующий кафедрой Госпитальной терапии № 1 лечебного факультета Сеченовского университета (с 2006 года), награждён многими государственными наградами.

## Биография
Родился 9 февраля 1948 года в Ленинграде.
Отец, Беленков Никита Юрьевич (1917—1986) — крупный советский ученый-нейрофизиолог, доктор биологических наук, профессор, член-корреспондент АМН СССР, в 1955—1973 годах заведовал кафедрой нормальной физиологии Горьковского медицинского института.
Сначала учился в ленинградской школе, а окончил среднее образование уже в Горьком, в 1966 году.
В 1972 году — с отличием окончил лечебный факультет Горьковского медицинского института имени С. М. Кирова, где ещё во время учёбы опубликовал первые научные работы в области кардиологии.
Затем было обучение в клинической ординатуре Института кардиологии имени А. Л. Мясникова АМН СССР, где под руководством члена-корреспондента АМН СССР Н. М. Мухарлямова занимается проблемами хронической сердечной недостаточности. В 1973 году ему было поручено освоить и внедрить в клиническую практику новый инструментальный метод — эхокардиографию, практически неизвестную в то время в стране. На выбор повлияло то, что Беленков в студенческие годы занимался функциональной диагностикой заболеваний сердца на кафедре профессора А. П. Матусовой, а также его свободное владение английским языком, что помогло изучить мировой опыт в этой области, и уже в январе 1974 года в журнале «Кардиология» была опубликована первая в СССР статья по клиническому применению эхокардиографии.
В 1974 году без аспирантуры был принят младшим научным сотрудником на работу в НИИ кардиологии имени А. Л. Мясникова.
В 1975 году защитил кандидатскую диссертацию, тема: «Выявление ранних признаков сердечной недостаточности и некоторых механизмов её компенсации при ишемической болезни сердца» (основной метод исследования — эхокардиография).
В 1976 году становится старшим научным сотрудником и сочетает клиническую и диагностическую работу, увлекается космической кардиологией, принимает активное участие в обследовании космонавтов и создании отечественной ультразвуковой техники, в том числе и для оснащения космической орбитальной станции.
В 1982 году защитил докторскую диссертацию «Особенности внутрисердечной гемодинамики у больных с недостаточностью кровообращения различной этиологии». Впервые в СССР начал работы по клиническому изучению диастолы сердца, локальной сократимости левого желудочка, клинической фармакологии. Тогда же началось долголетнее сотрудничество Беленкова с выдающимся кардиологом академиком Е. И. Чазовым.
Создает и возглавляет лабораторию по абсолютно новому направлению в исследовании сердца — магнитно-резонансной томографии в созданном Чазовым на базе НИИ кардиологии Всесоюзном кардиологическом научном центре (ВКНЦ) АМН СССР. Затем же становится заместителем генерального директора Центра по науке.
В 1987 году — академик Е. И. Чазов назначен министром здравоохранения СССР, а Беленков становится генеральным директором ВКНЦ АМН СССР, совмещая в течение трех лет руководство огромным научным учреждением с научной и клинической работой.
С 1991 по 2008 годы — директор Кардиологического института, входящего в Российский кардиологический научно-производственный комплекс Министерства здравоохранения РФ.
В январе 2006 года Учёный Совет ММА имени И. М. Сеченова единогласно избрал заведующим кафедрой госпитальной терапии № 1 лечебного факультета.
С декабря 2006 года и до упразднения в мае 2008 года возглавлял Федеральное агентство по здравоохранению и социальному развитию.
Проректор МГУ (2008—2012, 2014—2015), директор Медицинского научно-образовательного центра МГУ (2012—2014).

## Научная деятельность
Создатель школы специалистов по сердечной недостаточности. Ведет научную работу по изучению и внедрению современных методов лечения, основанным на медицине доказательств, по клиническому изучению диастолы, жизнеспособности миокарда, качества жизни и прогноза больных с сердечной недостаточностью, исследования по легочной гипертонии, клинической физиологии сердца.
Автор более 460 научных работ, в том числе 11 монографий, опубликованных в СССР и России и за рубежом.
Под его руководством выполнено и защищено 19 докторских и 36 кандидатских диссертаций, многие его ученики работают руководителями научных и клинических учреждений в нашей стране, в ближнем и дальнем зарубежье.

## Общественная деятельность
В 1993 году — избран членом-корреспондентом РАМН, в 1999 году — академиком РАМН, в 2000 году — членом-корреспондентом РАН, а в 2013 году — академиком РАН.
Избирался народным депутатом СССР от Академии медицинских наук СССР, работал заместителем председателя Комитета Верховного Совета СССР по охране здоровья. Являлся одним из авторов законодательства по обязательному медицинскому страхованию, продолжая руководить Институтом кардиологии имени А. Л. Мясникова на общественных началах.
Создатель первого в стране общества специалистов по сердечной недостаточности (Российское кардиологическое общество), является его вице-президентом.
Главный редактор журналов «Сердечная недостаточность», «Кардиология», член редколлегий научных медицинских журналов.
Является главным кардиологом Медицинского центра Управления делами Президента РФ, членом многих комитетов и комиссий государственных организаций в области здравоохранения.

## Хобби
- история, особенно история религии (еще со школьной скамьи)
- классическая музыка (отдает предпочтение Рахманинову, Григу, а также классическому джазу — Кол Портер, Эрл Гарнер)
- чтение (любимые писатели — К. Паустовский, М. Булгаков, А. Конан-Дойл)

## Семья
- Отец — Никита Юрьевич Беленков (1917—1986) — советский физиолог, член-корреспондент АМН СССР.
- Мать — Коваль Марина Тимофеевна (1924 года рождения)
- Жена — Беленкова Наталья Владимировна (1964 года рождения)
- Сын — Никита Юрьевич (2000 года рождения)

## Наиболее важные публикации
- Беленков Ю. Н., Мухарлямов Н. М. Ультразвуковая диагностика в кардиологии. М., 1981. 158 с.
- Адриан Б., Беленков Ю. Н. и др. Практическая эхокардиография. М., 1982. 303 с.
- Атьков О. Ю., Беленков Ю. Н. и др. Клиническая ультразвуковая диагностика. М., 1987. 185 с.
- Беленков Ю. Н., Беличенко О. И. и др. Клиническое применение магнитно-резонансной томографии с контрастным усилением. Опыт использования парамагнитного средства «Магневист». М., 1996. 112 с.
- Медикаментозные пути улучшения прогноза больных хронической сердечной недостаточностью (данные 20-летнего наблюдения). М., 1997. 77 с.
- Беленков Ю. Н., Беличенко О. И., Дедов И. И. и др. МР-томография в диагностике заболевания гипоталамо-гипофизарной системы надпочечников. М., 1997. 160 с.
- Беленков Ю. Н., Чазов Е. И. Первичная легочная гипертензия. М., 1999. 144 с.
- Беленков Ю. Н., Мареев В. Ю. Принципы рационального лечения сердечной недостаточности. М., 2000. 266 с.
- Ultraschalldiagnostik kardiovaskulllarer Erkrankungen. VEB Gustav Fisher Jena, 1983.

## Награды
- Орден «За заслуги перед Отечеством» III степени (2008)[12]
- Орден «За заслуги перед Отечеством» IV степени (2018)[13]
- Орден Александра Невского (2024)[14]
- Орден Почёта (1998)[2]
- Орден Дружбы народов (1988)[2]
- Премия Ленинского комсомола (в составе коллектива авторов, за 1978 год) — за разработку и внедрение ультразвуковых методов исследования сердца[15]
- Государственная премия СССР (в составе коллектива авторов, за 1980 год) — за разработку и внедрение в медицинскую практику современных методов диагностики начальной стадии сердечной недостаточности, механизмов их развития, профилактики и лечения[6]
- Государственная премия СССР (в составе коллектива авторов, за 1989 год) — за разработку методов ЭкоКГ-диагностики и контроля состояния ССС и внедрение их в практику здравоохранения[6]
- Премия Правительства Российской Федерации в области науки и техники (в составе коллектива авторов, за 2002 год) — за разработку и практическое применение новых методов диагностики, лечения, прогнозирования и профилактики первичной, резидуальной и вторичной легочной гипертензии[16]
- Медаль «В память 850-летия Москвы» (1997)[2]
- Почётный член Академии медицины Колумбии (1989)[2]
- награды других государств[2]